# Radó-kastély (Répcelak)
A Radó-kastély Vas vármegyében, Répcelak központjában volt található. A 18. században épült kastély utolsó tulajdonosa a Radó család volt.

## Története
A 18. századi kastély egy Mátyás-kori építmény felhasználásával épült. Korábbi birtokosai a Kisfaludy család tagjai, Kisfaludy Balázs volt, ki az 1600-as években Vas vármegye alispánja volt. A Kisfaludyaktól a birtok házasság révén 1760-ban a Radó családhoz, Radó Kálmán Vas vármegyei főispánjához került. A Radó család répcelaki birtoklásáról már 1409-től maradtak fenn adatok, 1549-ben pedig szolgáikat is itt írták össze, tehát biztosan  már ekkor is Lakon laktak.
A kastély, mely eredetileg Mátyás kori alapokra épült a Radó család később átépítette. Végső formáját 1867-ben nyerte el, báró Radó Gedeon ekkor építtette át romantikus stílusban a Répcelak északi szélén álló kastélyt. Az épületben található Habsburg- és Stahremberg-címer az osztrákok és a kőszegiek küldöttségének 1707-es találkozását idézi.
Borovszky Samu a 20. század elején írta a községről és a kastélyról:
Répczelak régi nagy magyar község, 134 házzal és 1025 ág. ev. és r. kath. lakossal. Van vasúti állomása, postája és távírója. A község, mely a körjegyzőség székhelye, a Répcze mellett, a szombathely-pozsonyi vasút és a Parndorf felé tervezett vasútvonal mentén fekszik. Itt van szentmártoni Radó Kálmánnak, a jeles államférfinak, Vasvármegye volt főispánjának és főrendiházi tagnak díszes, kiváló izléssel berendezett kastélya és mintagazdasága, mely messze földön híres és a Dunántúl intenziv gazdasági rendszeréből is kiválik. A kastély alapja Mátyás korabeli építmény; mostani alakját 1867-ben kapta. A régi épületben fogadta 1707-ben gróf Stahremberg, a császáriak vezére, a kőszegi küldöttséget. Van a községben egy másik kastély is, amely szintén Radó Kálmán tulajdona, de ezt gazdasági czélokra alakították át. Földesurai Kisfaludy és Barthodeiszky-családok voltak.
A kastély és a hozzá kapcsolódó családi kripta a második világháború során lepusztult majd megsemmisült, csak a kertészlak maradt meg belőle. Felújítása 2018-ban kezdődött.